# Princípio da continuidade lateral
O princípio da continuidade lateral, no contexto da geologia, é um dos três princípios de Steno que definem a estratigrafia. De acordo com a definição, as camadas de sedimentos são contínuas e estendem-se até à margem de bacia de acumulação, ou se afinam lateralmente.
Este princípio afirma que : 

Representação esquemática do princípio da continuidade lateral.

Os estratos tendem a ser mais ou menos espessos consoante as condições de sedimentação do local.
O principio da continuidade lateral permite estabelecer correlação de idades e de posição entre estratos localizados em lugares eventualmente distanciados.